# إيفرتون (لاعب كرة قدم)
إيفرتون هو لاعب كرة قدم برازيلي في مركز الوسط، ولد في 2 أبريل 1984 في البرازيل. لعب مع نادي صباح.

## وصلات خارجية
- إيفرتون (لاعب كرة قدم) على موقع قاعدة بيانات كرة القدم.إي يو (الإنجليزية)
- إيفرتون (لاعب كرة قدم) على موقع Soccerway.com (الإنجليزية)